# Hiyya Pontremoli
Hiyya Pontremoli (ebraico:חייא פונטרמולי; Smirne, ... – Smirne, 1832) è stato un poeta, rabbino e scrittore turco.

## Biografia
Hiyya Pontremoli nacque a Smirne dal famoso rabbino Benjamin Pontremoli; fu un importante rabbino della comunità ebraica turca nel XIX secolo. Fu un autore eccellente e prolifico, tra le sue opere più importanti si annoverano "Ẓappiḥit bi-Debash" e la raccolta di opere su "Oraḥ Ḥayyim".
Discendeva dal ramo di un'importante famiglia di rabbini di origine italiana che era immigrato in Turchia da Casale Monferrato nel XVII. Dal ramo italiano nacquero importanti rabbini come Rav.Eliseo Graziadio Pontremoli (Gran Rabbino di Nizza), Rav.Gabriel Pontremoli (Rabbino Capo di Torino), Rav.Chakam Esdra Pontremoli (Rabbino di Vercelli).

## Opere (parziale)
- Hiyya Pontremoli, Ẓappiḥit bi-Debash, XIX secolo
- Hiyya Pontremoli, Raccolta su Oraḥ Ḥayyim, XIX secolo